# Petra Řehořková
Petra Řehořková (* 29. dubna 1976 Karlovy Vary) je česká wellness a výživová poradkyně a herečka.
Často se objevuje ve filmech Tomáše Magnuska. Hrála například ve filmech: Bastardi, Jedlíci aneb Sto kilo lásky, Modelky s.r.o. nebo v seriálu Stopy života.
Pravidelně se účastní jako porotkyně soutěže Super Miss. Funguje jako odborný garant Kliniky estetické medicíny Petra Clinic.
Zabývá se také obezitou dětí a mládeže a byla součástí projektu Zdravé stravování ve školách pod záštitou Hlavního města Prahy. V rámci tohoto projektu objížděla základní a střední školy, kde přednášela na téma zdravé stravy, anorexie atp.

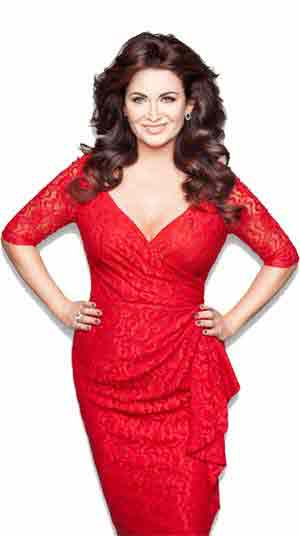

## Život
Petra Řehořková vystudovala SZŠ Karlovy Vary, obor dětská zdravotní sestra. S touto profesí je spjatá i její dlouholetá praxe v oblasti zdravotnictví, rehabilitace, rekonvalescence a lázeňské péče. Od roku 2009 se pravidelně objevuje v odborných diskusích a přednáší na konferencích zaměřených na hubnutí, zdravou výživu, krásu a estetiku. Od roku 2013 přednáší na VŠTVS Palestra jako externí lektorka odborné praxe.
V témže roce získala bakalářský titul, v roce 2015 dokončila magisterské studium s diplomovou prací na téma Projekty „Zdravá výživa“ na základních školách jako prevence obezity dětí. Pravidelně se objevuje v televizních pořadech jako Snídaně s Novou nebo Sama doma, kde radí převážně ženám a dětem se zdravým životním stylem, obezitou apod. Spolupracovala také na pořadech Jste to, co jíte, Nahá jsi krásná, Mladší o pár let. Jako host vystupuje také v rádiích (např. na Frekvenci 1). Jako odbornice na hubnutí a zkrášlování se objevila také jako host v pořadu Všechnopárty.
Je matkou 3 synů.

## Zdravé stravování ve školách pod záštitou Hlavní města Prahy

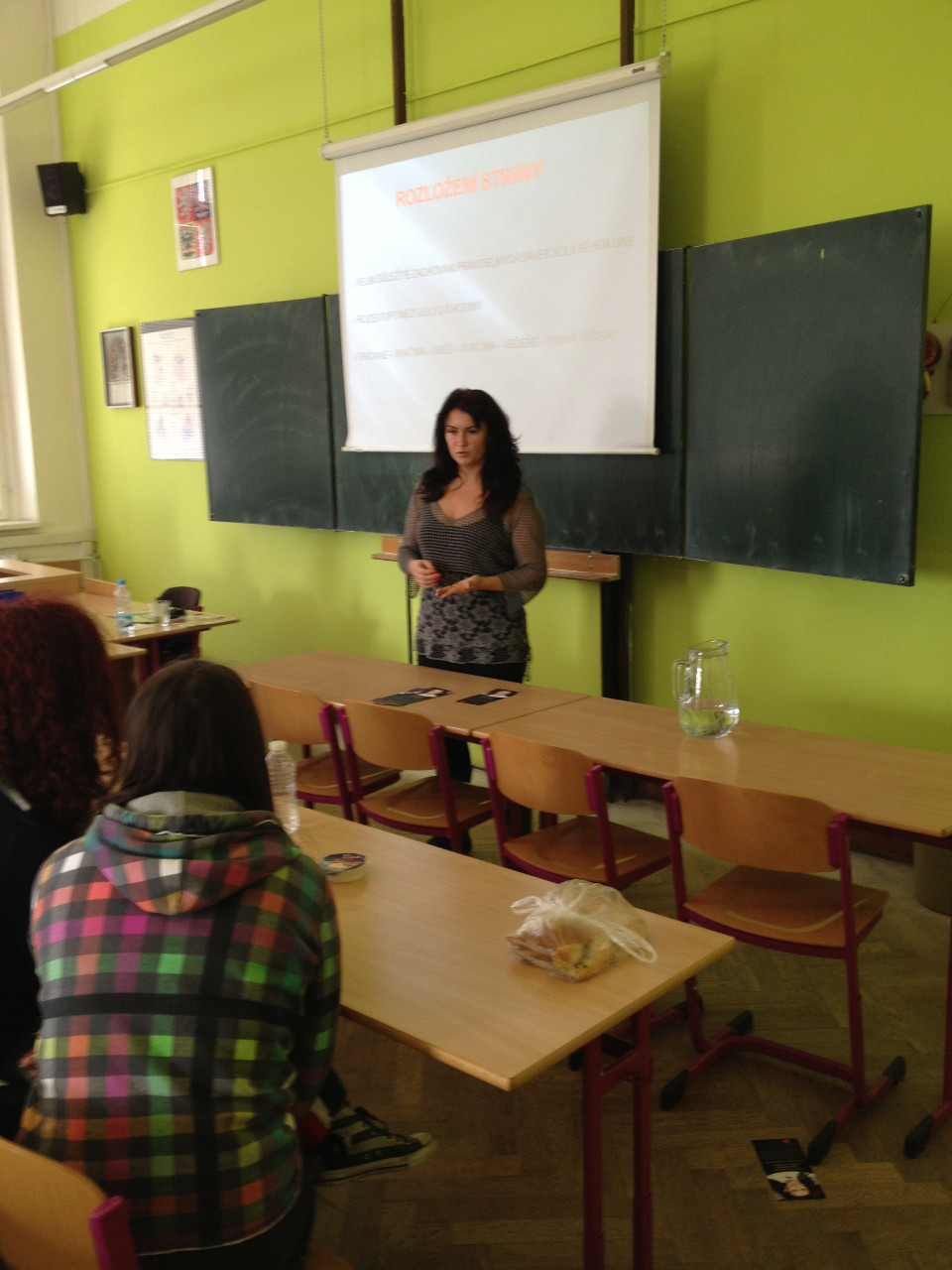
Petra Řehořková na přednášce v základní škole

Petra Řehořková se také zabývá problémem obezity u dětí a mládeže. Proto se zúčastnila projektu "Zdravé stravování". Projekt vznikl v roce 2013. Od té doby projela Petra Řehořková několik základních a středních škol. Základem projektu je přednáška na téma zdravé stravování a poruchy příjmu potravy. Následuje ukázka vyváženého jídelníčku, diskuze se žáky a vyplnění dotazníků o tom, jak se žáci stravují.

## Herecká kariéra

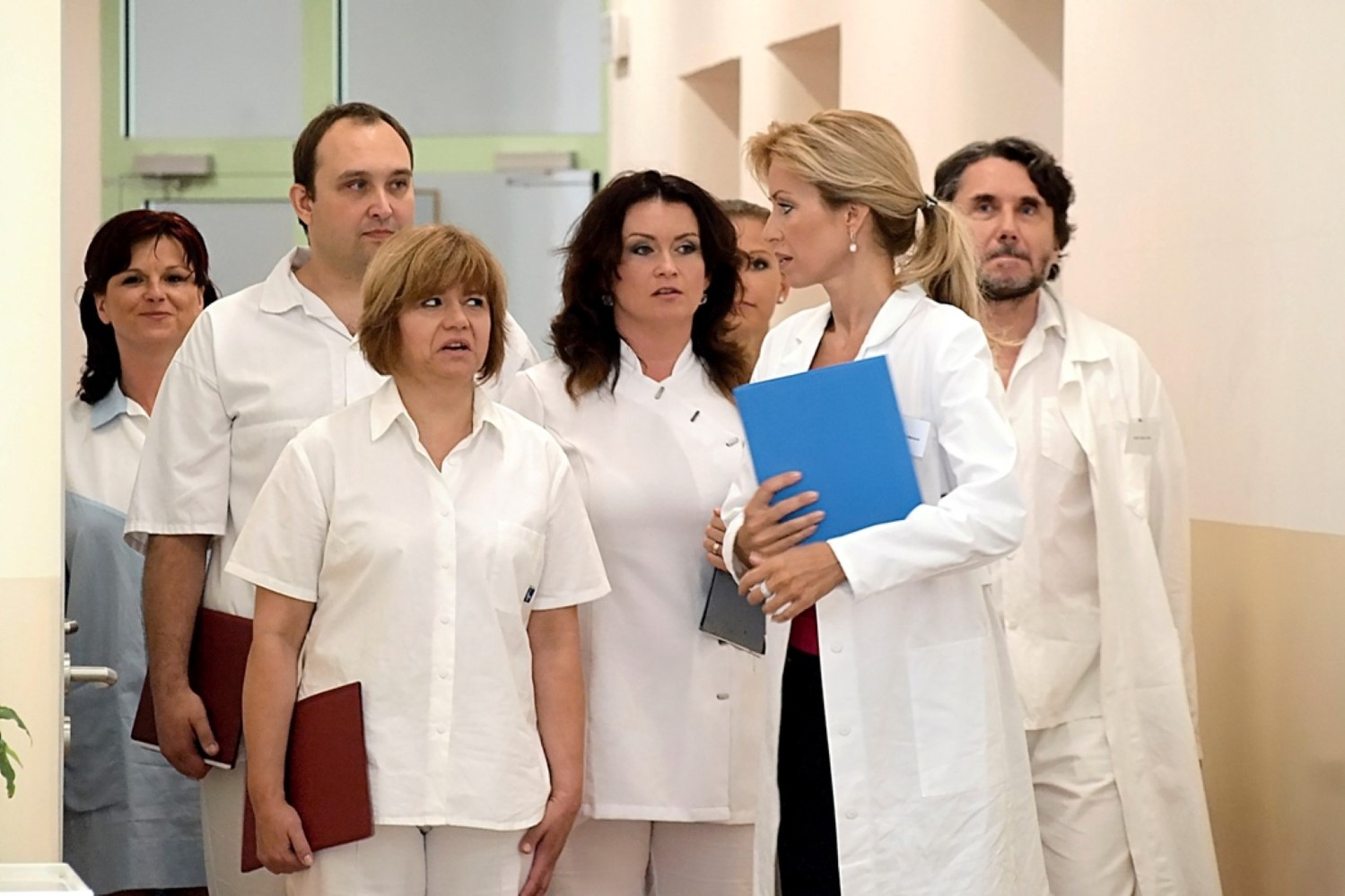
Petra Řehořková v seriálu Stopy života

Jako znalec správné výživy byla obsazovaná nejprve do televizních pořadů o hubnutí a omlazování (Jste to, co jíte, Nahá jsi krásná, Mladší o pár let). Tam si ji všiml režisér Tomáš Magnusek, který ji začal obsazovat do svých filmů. Objevila se ve filmech Bastardi, Modelky s.r.o., Jedlíci nebo v seriálu Stopy života. Ve filmu Jedlíci aneb sto kilo lásky, hraje samu sebe. Je také často najímána jako moderátorka.